# Bergenia ciliata
Bergenia ciliata  je biljka koja se kod nas uzgaja u vrtovima kao ukrasna biljka. Biljka potječe iz Indije, a raste i u Nepalu te na Tibetu. U spomenutim zemljama se smatra za ljekovitu biljku, koristi se u tibetanskoj i mongolskoj medicini.

## Sastav
Sadrži velike količine tanina ( u korijenu do 28 %,u listovima do 20 %),bergenin, katehin, galnu kiselinu ,u listovima i do 22 % arbutina ,te do 4 % hidrokinona,galicin, katehin-7-O-glukozide i β-sitosterol .

## Vanjske poveznice
http://www.pfaf.org/user/plant.aspx?latinname=Bergenia+ciliata